# Jump Bug
Jump Bug (ジャンプバグ?, Janpu Bagu) è un videogioco arcade del 1981 realizzato da Alpha Denshi in collaborazione con Hoei. Venne pubblicato da Rock-Ola in Nord America e da Sega in Giappone. Il titolo, ibrido tra sparatutto e platform, fu convertito per i sistemi Arcadia 2001 e NEC PC-9801.

## Modalità di gioco
Il giocatore controlla un'auto che rimbalza costantemente, il quale assomiglia a una Volkswagen Maggiolino, guidando attraverso una città, montagne, piramidi e sott'acqua. L'altezza del salto e la velocità di una caduta sono controllate con il joystick. Il giocatore può sparare a vari nemici che appaiono. I punti vengono guadagnati raccogliendo tesori, uccidendo nemici e saltando sulle nuvole. Ogni tesoro raccolto si aggiunge a un misuratore; una vita extra la prima volta che viene riempito.
Il gioco scorre senza problemi mentre l'auto del giocatore si muove verso destra, ma nel segmento della piramide il gioco scorre anche verticalmente in modo più grossolano. Qui il giocatore è in grado di muoversi in qualsiasi direzione, inclusa quella a sinistra, mentre cerca l'uscita.

## Accoglienza
In Giappone, la rivista Game Machine piazzò Jump Bug al quattordicesimo posto dei videogiochi arcade con il più alto incasso del 1981.